# Mercy – Die dunkle Seite der Lust
Mercy – Die dunkle Seite der Lust (Mercy) ist ein US-amerikanischer Psychothriller im Sado-Maso-Milieu aus dem Jahr 2000. Damian Harris schrieb das Drehbuch und führte Regie. Die Hauptrolle spielte Ellen Barkin.

## Handlung
Detektive Catherine Palmer untersucht den Mord an einer jungen Frau. Das Opfer wurde gefoltert und war nackt an ein Bett gefesselt. Ihre Freundin Vickie Kittrie, die  ihr Geld mit außergewöhnlichen Sexspielchen verdient, wird befragt. Die Ermordete hatte eine Vorliebe für Sado-Maso-Sex, deshalb informiert sich die Polizistin in der Szene über Bondage. Weiters recherchiert sie in einem Kreis von Frauen, die sich regelmäßig zu erotischen lesbischen Abenteuern treffen. Vickie macht Catherine sexuelle Avancen und erzählt vom Missbrauch in ihrer Kindheit durch die Männer ihrer Familie. Schließlich wird auch Vickie in der gleichen Weise ermordet aufgefunden.
Der Psychiater Dr. Dominick Broussard hat Patientinnen mit schwieriger Kindheit. Er lässt sich auf Sexabenteuer mit ihnen ein und kleidet sich heimlich als Frau. Er wird so wie vorher die Frauen von seiner Patientin Mary ermordet. Sie wurde früher vom Stiefvater missbraucht, ohne dass es die Mutter bemerkte. Die Täterin schießt auf Catherine, die sich mit einem Messer wehrt und sie ersticht. Am Ende fährt Catherine zum Elternhaus von Vickie und übergibt deren jüngere Schwester der Fürsorge.

## Kritiken
Cinema urteilt: „Die Geschichte ist blanker Unsinn. Erbarmen!“
TV Spielfilm erwähnte die „gut gebauten Frauen“ in einer „schlecht gebauten Story“.

## Hintergrundinformationen
- Gedreht wurde der Film in der kanadischen Stadt Toronto. Das Budget betrug etwa 5 Millionen US-Dollar.
- Der Film kam nicht in die Kinos. In den USA wurde er als englischsprachige DVD und auf Videokassette veröffentlicht. Im deutschsprachigen Raum gab es Fernsehausstrahlungen.
- Damian Harris und Peta Wilson waren mit dem Film im Jahr 2001 beim Moskauer Filmfestival.